# Tel Aviv Towers
Les Tel Aviv Towers sont un ensemble de 4 tours de 140 mètres de hauteur construites à Tel Aviv en Israël. Elles abritent des logements.
Les Tel Aviv Towers 1 et 2 ont été construites de 1998 à 2000 pour un coût de 25 millions de $ chacune.
À leur achèvement elles comptaient parmi les plus hauts gratte-ciel de Tel Aviv et d’Israël.
Les Tel Aviv Towers 3 et 4 ont été construites de 2010 à 2013
Le complexe comprend 1 800 places de parking en sous-sol pour lequel a été dépensé 40 % du coût total de construction. Il y a aussi des courts de tennis, un spa, deux piscines, un centre commercial.
En plus des 4 tours résidentielles un immeuble de bureaux de 9 étages a été construit en 2014.
Les tours sont recouvertes de marbre.
L'ensemble du complexe a coûté 100 millions de $.
L'architecte est l'agence Riskin Architects.